# PLAN (tidskrift)
PLAN är en svensk tidskrift om samhällsplanering utgiven sedan 1947 av Föreningen för Samhällsplanering, cirka sex gånger per år.
Ansvarig utgivare var vid grundandet Uno Åhrén, och i redaktionen återfanns Per Holm, Otto Danneskiold-Samsøe och Göran Sidenbladh. I redaktionskommittén märktes bland andra Carl-Fredrik Ahlberg, Arne S.  Lundberg, Ingvar Svennilson och borgarrådet Yngve Larsson, varav den senare även författade premiärnumrets första artikel.
Redaktörer är för närvarande (2019) Sara Widås, arkitekt och infrastrukturstrateg vid Sundbybergs stad, samt Helen Runting, dr arkitektur och forskare vid Kungliga Tekniska Högskolan.